# Сопотница (Демир Хисар)
Сопотница (мкд. Сопотница) је насеље у Северној Македонији, у југозападном делу државе. Сопотница припада општини Демир Хисар.
Сопотница је, као насеље са одликама градића, била седиште истоимене општине, која је 2004. године припојена општини Демир Хисар.

## Географија
Насеље Сопотница је смештено у југозападном делу Северне Македоније. Од најближег већег града, Битоља, насеље је удаљено 40 km северозападно.
Сопотница се налази у средишњем делу области Демир Хисар. Насеље је положено у горњем делу тока Црне реке, у долинском делу. Североисточно од насеља изидже се Бушева планина, а југозападно Плакенска планина. Надморска висина насеља је приближно 670 метара.
Клима у насељу је континентална.

## Становништво
По попису становништва из 2002. године Сопотница је имала 929 становника.
Претежно становништво у насељу су етнички Македонци (99%). Остало су махом Срби.
Већинска вероисповест у насељу је православље.

## Збирка слика
- Улаз у Сопотницу
- Поглед на насеље са околних брда
- Црква Светог Николе у Сопотници
- Стара сеоска чесма